# Hernandulcyna
Hernandulcyna – organiczny związek chemiczny z grupy terpenoidów, analog bisabolu.
Należy do najsłodszych związków chemicznych na świecie – jest około 1000 razy słodsza od sacharozy. Nie wykazuje właściwości mutagennych ani toksycznych. Hamuje proliferację komórek nowotworowych. Hernandulcyna wytwarzana jest przez roślinę Lippia dulcis (w języku azteckim tzonpelic xihuitl – „słodkie ziele”) stosowaną przez Azteków do słodzenia potraw. Ekstrahowany jako mieszanina racemiczna.
Hernandulcyna jest związkiem wrażliwym na wysoką temperaturę – pod jej wpływem rozpada się na 6-metylo-5-hepten-2-on oraz 3-metylo-2-cykloheksan-1-on.